# Чарлби Дийн
Чарлби Дийн (на английски: Charlbi Dean) е южноафриканска актриса и модел. Известна е с ролите си в поредицата от филми Spud (2010–2013), сериалът за супергерои Черната мълния (2018) и носителят на Златна палма – Идиотският триъгълник (2022).
Родена е в Южна Африка на 5 февруари 1990 година и започва да се снима в реклами и каталози от 6 годишна. През 2008 година заедно с приятел модел преживява автомобилна катастрофа в резултат на която получава счупена китка, четири счупени ребра и колабирал бял дроб. След инцидента прекратява за кратко кариерата си.
През 2010 година прави дебют в киното с филма Spud. След още няколко роли в различни филми през 2022 година участва във филмът носител на Златна палма - Идиотският триъгълник в една от главните роли.
Чарлби Дийн умира на 32 годишна възраст на 22 август 2022 година в Ню Йорк. Аутопсията установява, че е развила инфекциозна болест в белите дробове. Предполага се, че отстраненият ѝ далак след автомобилната катастрофа през 2018 година я е направил по-уязвима към инфекции. Смъртта и настъпва малко преди международния дебют на Идиотският тригълник.